# Wellington Yueh
Wellington Yueh (10,082 A.G.-10,191 A.G.) è un personaggio immaginario del Ciclo di Dune di Frank Herbert; compare anche nel prequel Il preludio a Dune di Brian Herbert e Kevin J. Anderson.

## Descrizione
Wellington Yueh è il medico della Casa Atreides laureato alla Scuola Suk con il Condizionamento Imperiale. La moglie Wanna viene rapita e torturata dal Barone Harkonnen per costringerlo a tradire il Duca Leto. Sino ad allora si riteneva che il Condizionamento fosse definitivo e che non fosse possibile rimuoverlo senza uccidere il soggetto. Il Dr. Yueh, per salvare sua moglie, disattiva lo scudo della grande dimora di Arrakeen, paralizza il Duca Leto per consegnarlo nelle mani del Barone e addormenta Paul e Lady Jessica. Conoscendo la perfidia degli Harkonnen e temendo la morte della sua Wanna, il Dr. Yueh sostituisce un dente del Duca Leto con uno finto, contenente gas velenoso, per uccidere il Barone. In cambio promette di salvare la sua concubina Lady Jessica e suo figlio Paul dalle mani degli Harkonnen. Al momento della consegna del Duca Leto, il Dr. Yueh scopre, dalle parole del Barone, che sua moglie è morta e come premio del suo tradimento viene ucciso con una coltellata nella schiena da Piter De Vries. Il piano per salvare Lady Jessica e Paul ha successo e così il Duca Leto, ormai prigioniero del Barone, rompe il finto dente per tenere fede al patto con Yueh. Il gas mortale uccide il capitano delle guardie e il Mentat Piter De Vries ma il Barone riesce fortunosamente a salvarsi.

## La lettera di chiarimento
Paul e Lady Jessica, sfuggiti agli Harkonnen, hanno capito che è stato il Dr. Yueh a tradirli. Comprendono, dalla lettera lasciatagli, che ha cercato di salvargli la vita nonostante la terribile prova cui è stato sottoposto. Non c'è biasimo né perdono da parte loro. Per confermare le sue parole, sulla morte del Duca Leto, lascia insieme con la lettera l'anello con il sigillo ducale degli Atreides.

## Il preludio a Dune
Nella serie prequel Il preludio a Dune di Brian Herbert e Kevin J. Anderson il Dr. Yueh cerca di curare il Barone Harkonnen dalla malattia che lo rende oscenamente obeso. Non riesce a trovare nessuna cura ma ipotizza che possa trattarsi di una malattia di fattura Bene Gesserit.